# Trophée Mezzalama
Pour la compétition de course nature du même nom, voir Skyrace trophée Mezzalama.
Le Trophée Mezzalama est une compétition internationale de ski-alpinisme, qui se déroule généralement tous les deux ans au mois d'avril depuis 1997, à Champoluc, en Vallée d'Aoste.
C'est la course de ski-alpinisme la plus haute d'Europe, à plus de 4 200 mètres d'altitude, puisqu'elle se déroule sur les glaciers du mont Rose, depuis le Breuil jusqu'à Gressoney-La-Trinité, en franchissant les sommets du Castor (4 199 mètres) et du Nez du Liskamm (4 100 mètres).
La course elle-même est organisée en hommage à l'alpiniste bolonais Ottorino Mezzalama (1886-1932), pionnier du ski-alpinisme en Italie, et mort tué par une avalanche. L'édition de 2005 est la quinzième édition. Une première version fut disputée de 1933 à 1938, avant de tomber dans l'oubli de la guerre. Une deuxième version fut organisée de 1970 à 1973. Une troisième version bisannuelle, est organisée depuis 1997.
Ce trophée fait partie de la Grande Course avec la Pierra Menta, le Tour du Rutor, l'Altitoy, l'Adamello Ski Raid et la Patrouille des Glaciers.

## Description

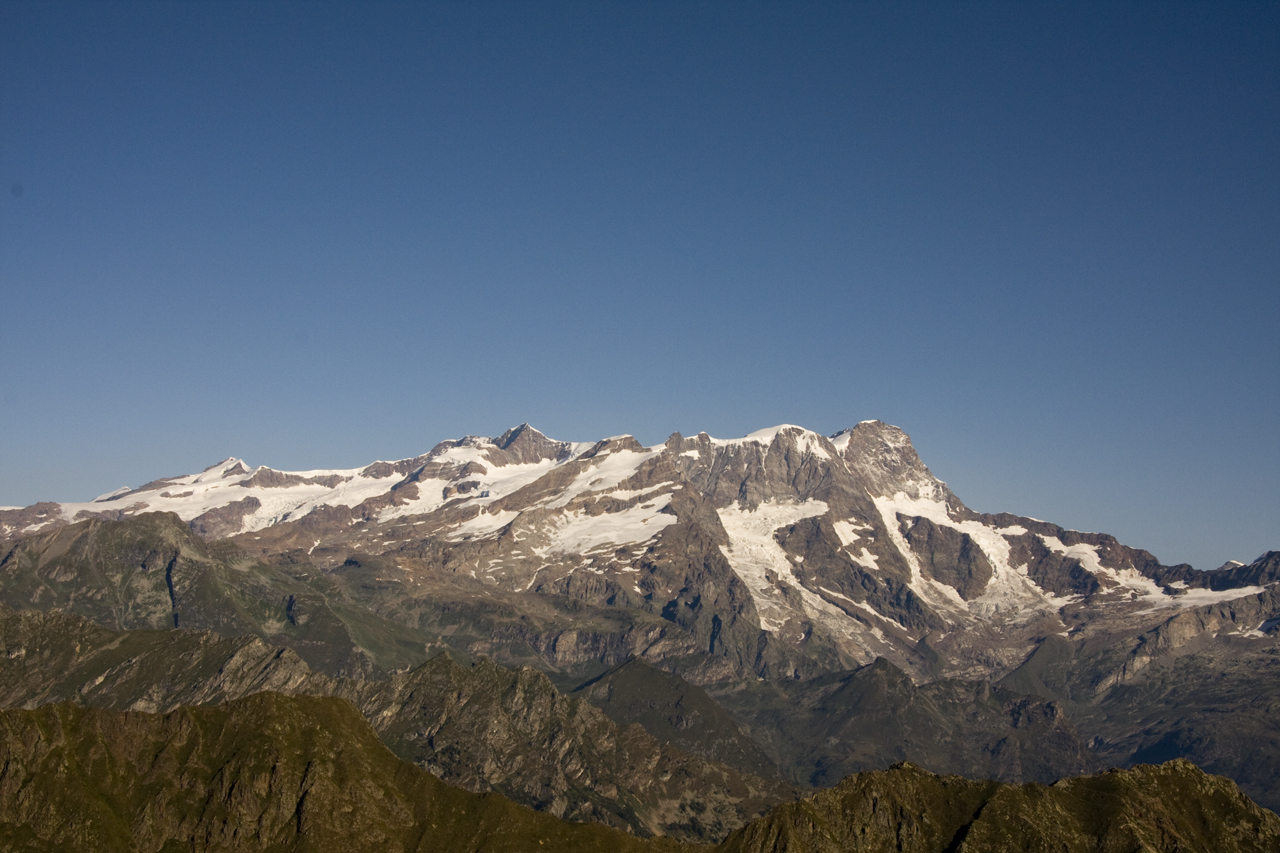
Le versant méridional italien du massif du mont Rose.

Le départ se situe au Breuil, dans le haut Valtournenche (2 020 mètres), vers le col du Breithorn (3 826 mètres), le col de Verraz (all., Zwillingsjoch) (3 844 mètres) et la pointe Castor (4 199 mètres). Par le col du Félik (4 065 mètres) et le glacier du même nom, les participants entrent dans le val d'Ayas, et ensuite dans la vallée du Lys par le Col du Nez du Liskamm (4 100 mètres). Après avoir gagné le refuge Ville de Mantoue (3 500 mètres), ils commencent à descendre vers l'arrivée située au chef-lieu (hameau Tache - 1 637 mètres) de Gressoney-La-Trinité. La distance parcourue totale est de 45 kilomètres, avec un dénivelé de 2862 mètres en montée et de 3145 mètres en descente.

#### Épreuves de laGrande Course
- Adamello Ski Raid
- Altitoy
- Patrouille des glaciers
- Pierra Menta
- Tour du Rutor